# Репетто, Пьетро
Пьетро Репетто (итал. Pietro Repetto; 1824, Алессандрия) — 25 ноября 1870, Санкт-Петербург) — итальянский певец, композитор и музыкальный педагог.
Учился пению у Франческо Ламперти. Написал оперу «Случай в Сан-Микеле» (итал. Un episodio del San Michele; 1855, на старое либретто Феличе Романи), вставные речитативы к опере Амбруаза Тома «Каид» (1862) и др. Профессор Миланской консерватории. С 1863 года профессор Репетто преподавал вокал в Санкт-Петербургской консерватории: среди его учеников были, в частности, А. Бюдель-Адами, Семён Бижеич, Павел Бронников, Надежда Енгалычева, Иван Мельников, Харлампий Саванели, Александра Сантагано-Горчакова, Михаил Сариотти, Фёдор Стравинский, Дмитрий Усатов.